# ㅅ
ㅅ (reviderad romanisering: siot, hangul: 시옷) är den sjunde bokstaven i det koreanska alfabetet. Den är en av fjorton grundkonsonanter.